# 샘 올트먼
새뮤얼 H. 올트먼(Samuel H. Altman, 1985년 4월 22일 ~ )은 미국의 기업가, 투자가, 프로그래머이다.
미국의 유대인 가정에서 태어나 미주리 세인트루이스에서 자랐다. 스탠퍼드 대학교에서 컴퓨터 과학을 공부하다가 중퇴하고 2005년 위치 기반 소셜 네트워킹 서비스 회사 Loopt를 공동 설립, 19세의 나이에 CEO가 되었다. 2011년부터는 와이 콤비네이터(Y Combinator)에 참여하였으며 2014년에는 와이 콤비네이터의 공동 설립자 폴 그레이엄으로부터 회장직에 임명되었다. 2015년에는 일론 머스크 등과 함께 인공지능 연구소인 오픈AI의 설립을 주도하였으며, 현재 사장으로 있다.

## 같이 보기
- 와이 콤비네이터
- 오픈AI